# David Meredith Seares Watson
David Meredith Seares Watson (18 de juny de 1886 - 23 de juliol de 1973) va ser el professor de zoologia i anatomia comparada del University College de Londres de 1921 a 1951.

## Llibreria DMS Watson
La biblioteca de la ciència, coneguda com la biblioteca DMS Watson, de la Universitat College de Londres es va batejar amb aquest nom en honor seu. És la segona biblioteca més gran de la universitat i està en la plaça Malet, costat del Museu Petrie d'Arqueologia Egípcia.

## Publicacions
- "Palaeontology and the Evolution of Man", Romanes Lecture, Oxford, 1928
- The Animal Bones from Skara Brae (1931)
- "Science and Government", el Earl Grey Memorial Lecture, Newcastle upon Tyne, 1942
- "Paleontology and Modern Biology", el Silliman Memorial Lecture, Yale University, 1951
- Molts treballs sobre paleontologia vertebrada i temes relacions amb: Philosophical Transactions, Proceedings of the Zoological Society, Journal of Anatomy, entre d'altres.